# European Masters 2009

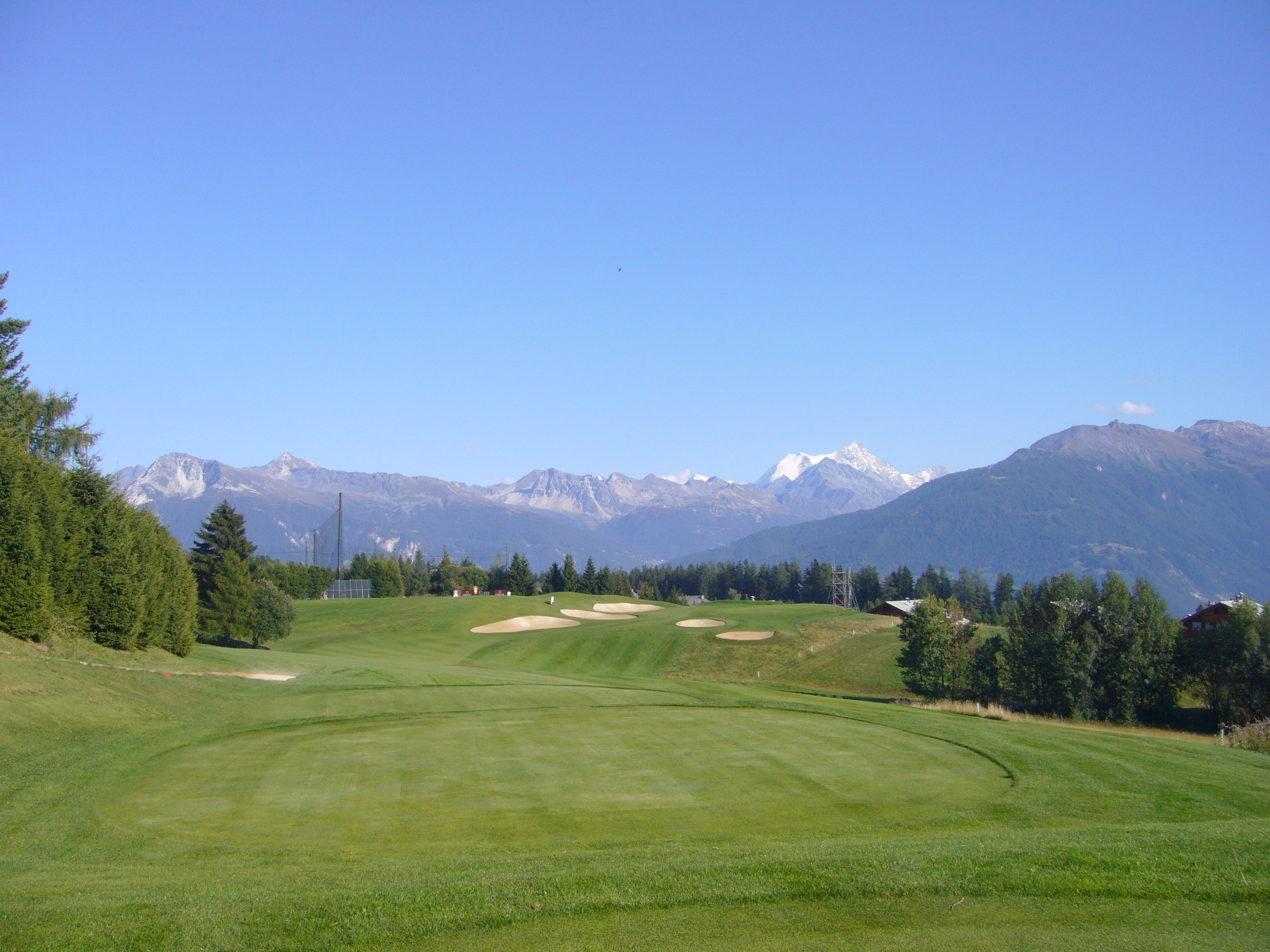
Hole 7

Het Zwitsers Open is een golftoernooi van de Europese PGA Tour. Het vindt altijd plaats tijdens het eerste weekeinde van september, en sinds 1939 altijd in Crans-sur-Sierre. In 2009 was het Open van 3-6 september.
De mensen in Crans noemen dit evenement nog steeds l'Open Suisse, maar officieel heet het nu de Omega European Masters. Het totale prijzengeld is van €2.008.991 in 2008 iets teruggezakt naar € 2.000.000.

## Het weer
Crans ligt op een hoogte van 1500 meter. De nazomer is meestal mooi, maar de nachten koelen sterk af. De voorspellingen voor deze week zijn wisselend, vanaf woensdagmiddag vrij bewolkt. Het Open heeft ook weleens nachtvorst en dichte mist meegemaakt.

## Programma
Op zondag 30 augustus spelen 20 amateurs een kwalificatiewedstrijd. Allen hebben een handicap boven scratch, de winnaar mag meedoen aan het Open.
Op maandag is de Silver Pro-Am, ook wel de Trophée Flory Van Donck genoemd, en woensdag is de 'Credit Suisse Gold Pro-Am'. Er zijn alleen teamprijzen, geen prijzen voor de individuele scores van de professionals.

#### Donderdag 3 september, ronde 1

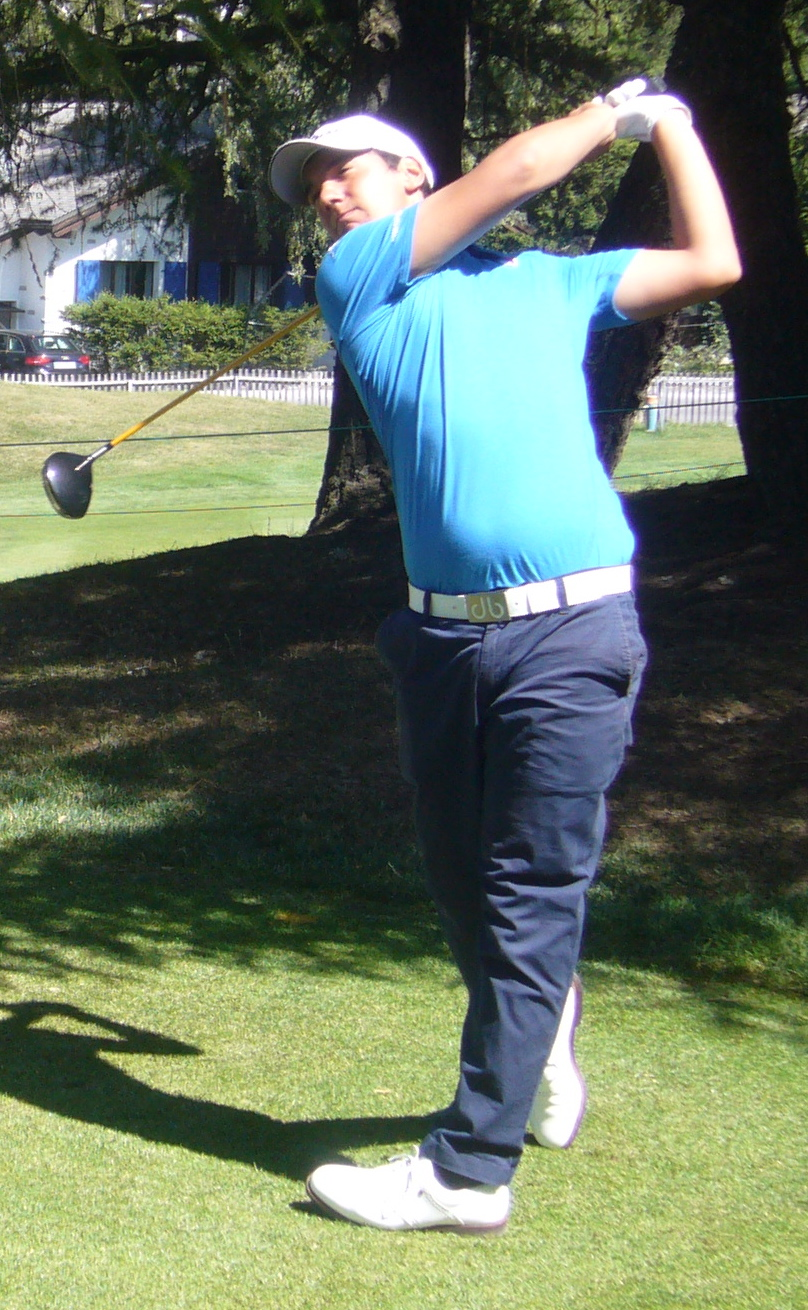
Matteo Manassero

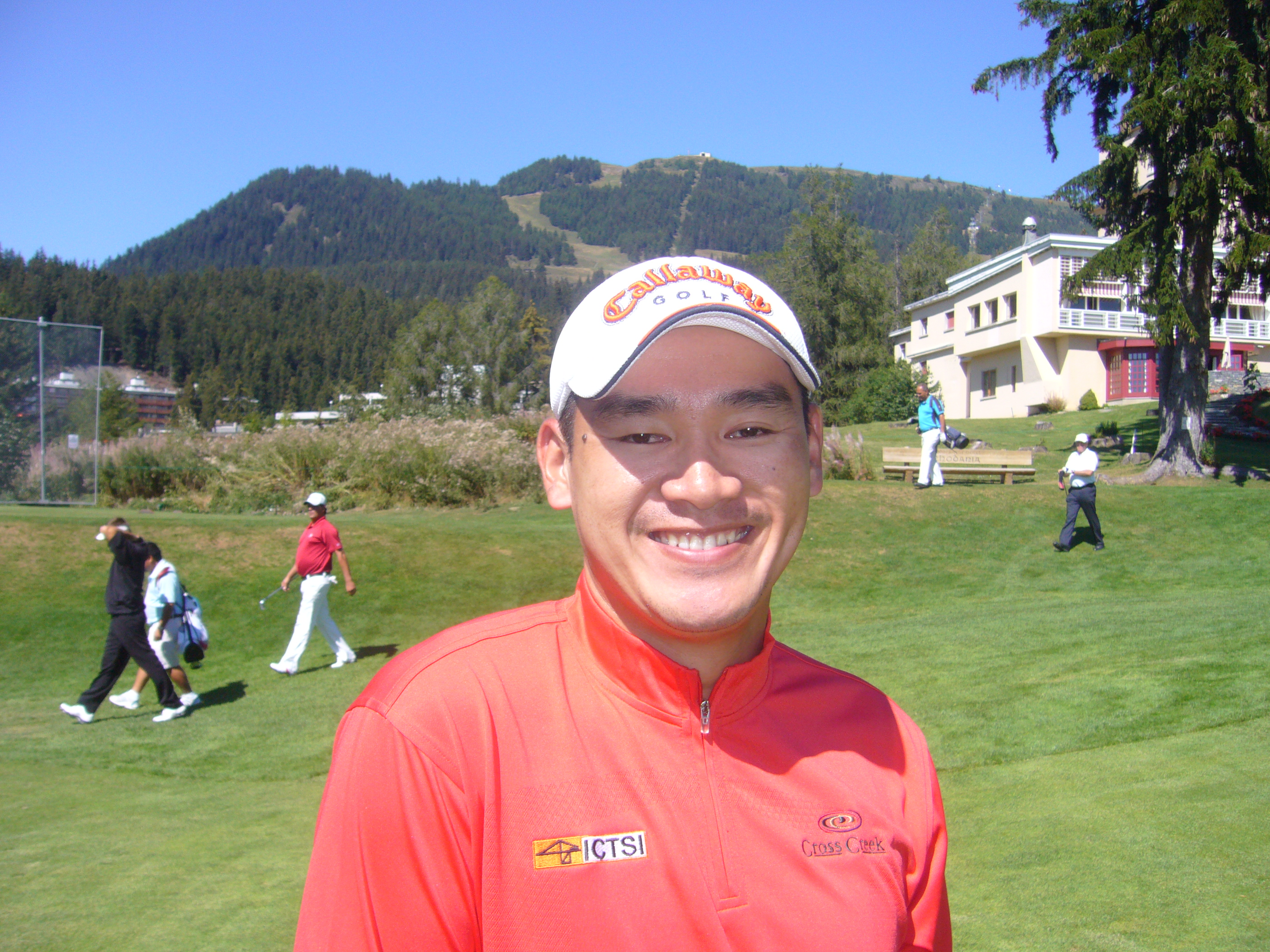
Angelo Que, beste Aziaat na de derde ronde.

De eerste ronde van het toernooi is op donderdag 3 september. Drie Nederlanders doen mee: Maarten Lafeber, Joost Luiten en Taco Remkes. Brett Rumford (9 birdies en een eagle) staat aan de leiding met -9, gevolgd door Simon Dyson met -8 en zes spelers op -6: Thongchai Jaidee, Miguel Ángel Jiménez, Christian Nilsson, Alexander Norén, Andrés Romero en Danny Willett; 78 spelers staan onder par, dus de cut zal mogelijk -2 worden. Lafeber maakt par, Luiten en Remkes maken +3. Matteo Manassero staat als beste amateur met -3 op een gedeelde 19de plaats.

#### Vrijdag 4 september, ronde 2
13:00 uur: Felipe Aguilar en Benn Barham zijn als eersten gestart en hebben beiden -5 gemaakt, Pablo Martín een half uur later ook. Ze stijgen 44 plaatsen en komen tijdelijk op een gedeelde 9de plaats. Amateur Manassero maakte -1 en staat met -4 nu 24ste. Bradley Dredge maakte -6 en staat tweede met -9, Thomas Aiken staat aan de leiding met -10. Joost Luiten heeft een mooie tweede ronde van -3 gemaakt, maar mist de cut.
14:30 uur: Angelo Que uit de Filipijnen heeft zich bij de groep op -8 gevoegd op een gedeeld 3de plaats. Chris Wood is met drie birdies begonnen en staat na 4 holes ook op -8. Lafeber en Remkes spelen 's middags.
16:00 uur: Er staan 69 spelers op -2 en Lafeber staat op -1. Hij moet nog acht holes spelen, dus hij heeft wel kans om zich te kwalificeren. Chris Wood heeft inmiddels 3 bogeys gemaakt en is teruggezakt naar de 21ste plaats. Miguel Ángel Jiménez heeft 13 holes gespeeld en staat nu op -9 bij Bradley Dredge op de tweede plaats.
17:30 uur: Lafeber heeft -3 gemaakt en mag het weekeinde spelen. Hij staat nu 43ste. Manassero is de enige amateur die zich voor het weekeinde heeft geplaatst. De cut is op -2 en is door 70 spelers gehaald.

#### Zaterdag 5 september, ronde 3
Een koele dag, de vroege spelers starten met 10 graden. Lafeber heeft een mooie ronde van -5 gemaakt en staat nu op een gedeelde 12de plaats. Er is een nieuwe leider, Alexander Norén, die met een ronde van -8 naar een totaal van -15 is gegaan. Charl Schwartzel uit Zuid-Afrika staat met -13 op de tweede plaats en Dredge is met -12 nu derde. Amateur Matteo staat na 7 holes -1.

#### Zondag 6 september, ronde 4
13:00 uur: Er wordt in flights van drie spelers gespeeld. Het is lekker weer, 22 graden. De eerste twaalf spelers zijn al binnen. Simon Dyson, Mark Foster, Rory McIlroy en Tano Goya hebben -5 gemaakt en zijn nog in de baan. Lee Westwood ook, maar hij is binnen. Lafeber staat na zes holes +1 en totaal -7 op een gedeelde 25ste plaats net als Matteo, die op de eerste 9 holes -1 scoort. De leiders hebben om 11:45 uur afgeslagen.
14:30 uur: Lafeber heeft par over de eerste negen holes gespeeld en staat nu 21ste. Noren staat na 7 holes met -18 aan kop en heeft 4 slagen voorsprong op Dredge.
16:00 uur: McIlroy is binnen met een ronde van -7 en staat op -12, gedeeld 8ste. Matteo en Lafeber zijn klaar en staan met -7 op de 23ste plaats. Er zijn nog 9 spelers in de baan. Noren staat op -20 en speelt met Dredge (-18) in de laatste partij. Ross McGowan staat op -16 en speelt in de partij voor hen.
17:00 uur: Thongchai Jaidee is als beste Aziaat met -14 op de 5de plaats geëindigd. Jiménez is met -15 4de geworden, McGowan met -17 3de en Dredge met -18 2de. Alexander Norén heeft de hele dag aan de leiding gestaan en behaalt zijn eerste overwinning op de Europese Tour met een score van -20. In de Race to Dubai stond hij voor deze week al op de 88ste plaats. door deze overwinning is hij naar de 36ste plaats gestegen.
Volledige uitslag:

## Spelers
Er starten 156 spelers. Een algemene klacht van het publiek, ook bij het KLM Open, is dat er bijna geen bekende spelers komen. Van de top-60 van de Race to Dubai zijn 26 spelers in Crans aanwezig, en zes voormalige winnaars. Ook Trevor Immelman, winnaar van de Masters in 2008. Eduardo Romero heeft moeten afzeggen wegens een polsblessure. De klacht lijkt dus niet zo gegrond, maar mogelijk verwacht het publiek nog steeds namen als Severiano Ballesteros, Nick Faldo. Spelers van die generatie spelen weinig meer, zij houden zich meer bezig met het aanleggen van golfbanen. Sommigen wachten op de European Senior Tour. De nieuwe generatie spelers biedt ook een aantal bijzondere talenten.
Vanaf 2009 telt dit Open ook mee voor de Aziatische PGA Tour, er zullen dus 30 spelers van de Aziatische Tour meedoen. Er staan drie Nederlanders op de lijst: Maarten Lafeber, Joost Luiten en Taco Remkes, en een Belg: Nicolas Colsaerts.
| - Felipe Aguilar - Steve Alker - Phillip Archer - Jesús Maria Arruti - Benn Barham - Sion E. Bebb - Darren Beck - Seve Benson - Gaganjeet Bhullar - John Bickerton - Thomas Bjørn - Adam Blyth - André Bossert - Grégory Bourdy - Markus Brier - Paul Broadhurst - Mark Brown - Mitchell Brown - Rafael Cabrera Bello - François Calmels - Michael Campbell - Alejandro Cañizares - José Manuel Carilles - Magnus A. Carlsson - Christian Cévaër - Alexandre Chopard - Shiv Chowrasia - Darren Clarke - Luis Claverie - Julien Clément - Nicolas Colsaerts - Andrew Coltart - François Delamontagne - Robert Dinwiddie - David Dixon - Stephen Dodd - Jamie Donaldson - Bradley Dredge (2006) - Scott Drummond - David Drysdale - Simon Dyson, winnaar KLM Open 2006 en 2009 - Rafa Echenique - Pelle Edberg - Johan Edfors - Martin Erlandsson - Niclas Fasth - Gonzalo Fernández-Castaño - Kenneth Ferrie - Oliver Fisher - Mark Foster - Marcus Fraser - Tadd Fujikawa - Ignacio Garrido - Ghei Gaurav - David Gleeson - Jean-Baptiste Gonnet | - Ricardo González (2001) - Tano Goya - Simon Griffiths - Birgir Hafthorsson - Anders Hansen - Peter Hanson - Grégory Havret - James Heath - Peter Hedblom - Scott Hend - Michael Hoey - David Horsey - David Howell - Trevor Immelman - Raphaël Jacquelin - Thongchai Jaidee - Lee S James - Miguel Ángel Jiménez - Eirik Tage Johansen - Per-Ulrik Johansson - Michael Jonzon - James Kamte - Anthony Kang - Shiv Kapur - Simon Khan - Søren Kjeldsen - Jason Knutzon - Rick Kulacz - Maarten Lafeber - Chih-Bing Lam - Barry Lane (1993) - José Manuel Lara - Pablo Larrazábal - Danny Lee - Sung Lee - Ben Leong - Sam Little - Gary Lockerbie - Jonathan Lomas - Michaël Lorenzo-Vera - Shane Lowry - Jean-François Lucquin (2008) - Joost Luiten - Santiago Luna - Mikael Lundberg - David Lynn - Mardan Mamat - Pablo Martín - Gareth Maybin - Graeme McDowell - Richard McEvoy - Paul McGinley - Ross McGowan - Rory McIlroy - Edoardo Molinari - Francesco Molinari - Adrien Mörk | - Artemio Murakami - Gary Murphy - Christian Nilsson - Chapchai Nirat - Seung-yul Noh - Alexander Norén - Henrik Nystrōm - Steven O'Hara - Peter O'Malley - Louis Oosthuizen - Wade Ormsby - Gary Orr - Chinnarat Phadungsil - Terry Pilkadaris - Phillip Price - Angelo Que - Alvaro Quiros - Manuel Quiros - Richie Ramsay - Andrew Raitt - Jyoti Randhawa - Taco Remkes - Alexandre Rocha - Robert Rock - Carlos Rodiles - Andrés Romero - Martin Rominger - Brett Rumford (2007) - Edward Rush - Bryan Saltus - Jarmo Sandelin - Charl Schwartzel - Marcel Siem - Jeev Milkha Singh - Patrick Sjōland - Lee Slattery - Iain Steel - Graeme Storm - Scott Strange - Sven Strüver (1998) - Alessandro Tadini - Andrew Tampion - Taichi Teshima - Miles Tunnicliff - Francis Valera - Alvaro Velasco - Daniel Vancsik - Mads Vibe-Hastrup - Simon Wakefield - Anthony Wall - Marc Warren - Kane Webber - Lee Westwood - Thaworn Wiratchant - Chris Wood - Lian-wei Zhang - Matthew Zions |

#### Amateurs
- Steven Walther (Bern, 7 mei 1991), lid van de Limpachtal GC, staat in de top van de Zwitserse Order of Merit. Hij heeft dit seizoen regelmatig in de top van de toernooien gestaan, maar nog niets gewonnen. Hij is nog amateur (2014).
- Benjamin Rusch (25 juli 1989) van Lipperswil GC heeft al twee baanrecords op zijn naam staan, in Sion en Obere Alp, beiden een score van 65. Dit jaar werd hij 2de op het Omnium en werd hij kampioen van de regio Zürich, wat bestond uit 54 holes, gespeeld op drie banen: Hittnau, Zumikon und Breitenloo. Zijn score was -2, hij heeft handicap +3,2. 
In 2012 won hij het Atlantic Coast Conference Championship in North Carolina en in 2013 won hij het Zwitsers Omnium. Tot de zomer van 2014 studeerde hij nog in de Verenigde Staten, Hij stond toen nummer 108 op de WAGR .
- Ken Benz, GC Bubikon, winnaar van de Zwitserse Order of Merit 2008. De 22-jarige Zwitser staat nu ook aan de leiding van dit klassement. Hij heeft dit jaar de Wayne Grady Cup gewonnen . In 2008 haalde hij de cut bij het Open in Crans. Hij werd in 2011 professional.
- Marc Dobias (Lausanne, 27 december 1988), won het kwalificatietoernooi op 30 augustus met een score van -6. Hij speelde hier ook in 2008.  In 2010 won hij het Luxemburgs Amateur, in 2012 het NK Matchplay. Hij werd eind 2013 professional.

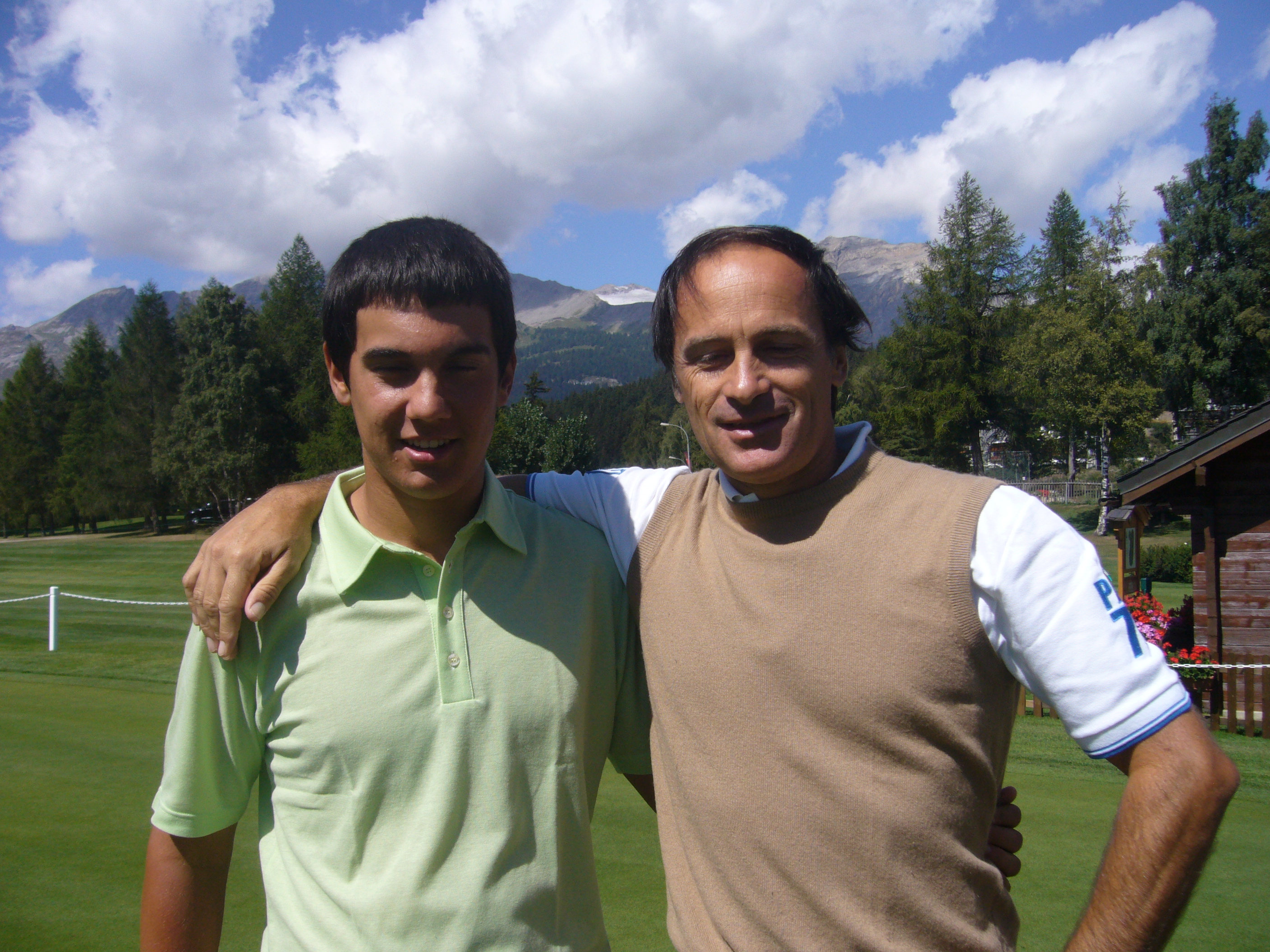
Manassero & zijn coach Binaghi

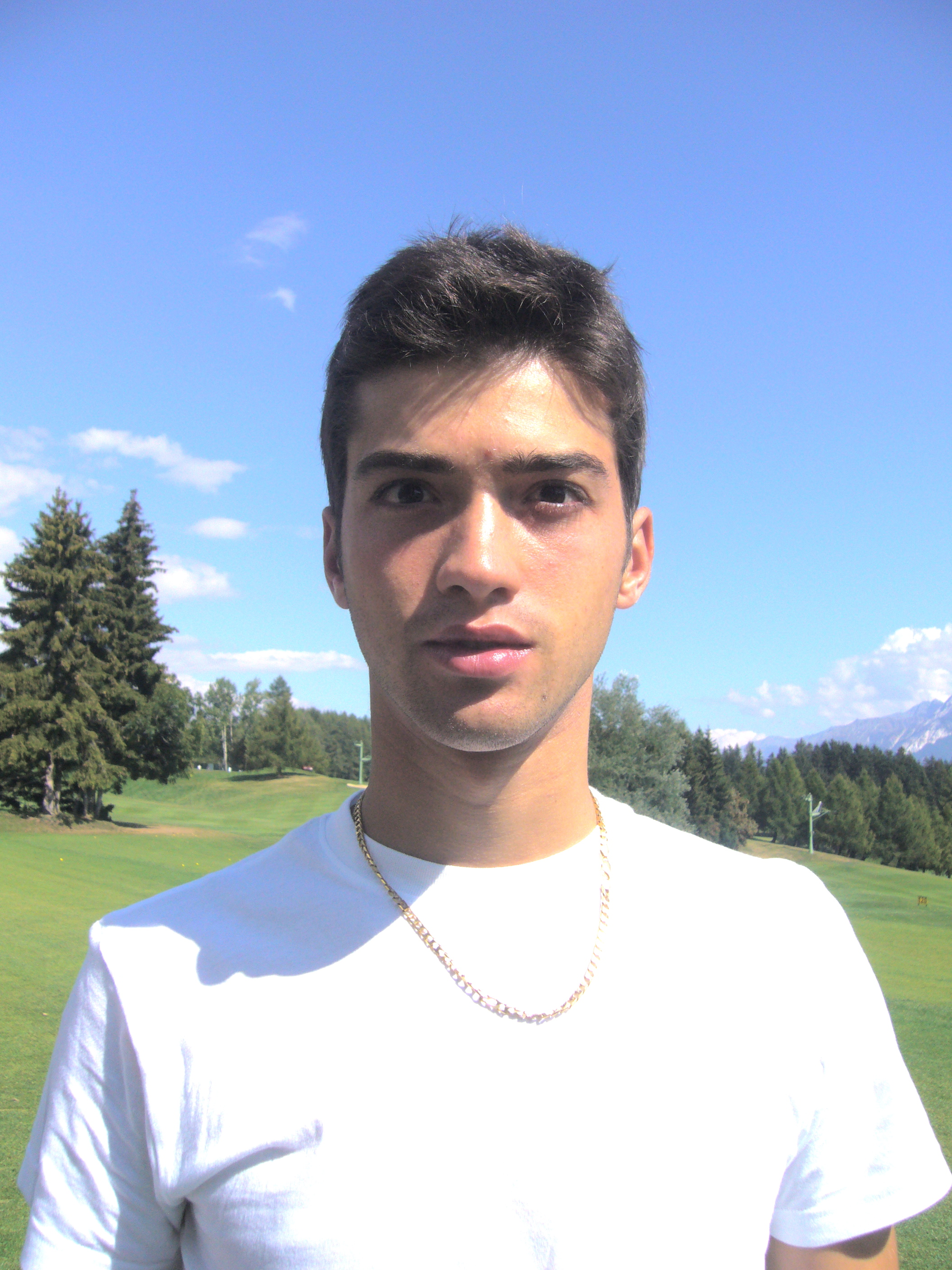
Chiapuzzo

- Matteo Manassero (Verona, 19 april 1993) van de Garda Golf & Country Club had als caddie zijn coach Alberto Binaghi bij zich. Matteo won in 2009 het Brits Amateur. Ook werd hij 16de bij het Brits Open en kreeg als beste amateur de 'Silver Medal'. Hij eindigde in Crans met een score van -7 op de 23ste plaats en werd in 2010 professional. Hij won dat jaar de  Castelló Masters en schreef sindsdien meerdere records op zijn naam.
- Andrea Chiapuzzo (27 november 1989) van de Villa Carolina Golf Club  maakt deel uit van het nationale team. Hij heeft een wildcard omdat hij enkele weken voor dit toernooi het Zwitsers Amateur won. Achteraf bleek dat het hoogtepunt te zijn van zijn amateurscarrière. Na 2012 speelde hij niet meer voor de wereldranglijst (WAGR).

## De baan
In het afgelopen seizoen zijn enkele wijzigingen aangebracht. De voornaamste is op hole 18. De par van de baan is tijdens het toernooi 71 omdat hole 16 voor de pro's een par-3 is.
Hole 1, een par 5 van 494 meter. Als de afslag niet in de bunker belandt, kan een pro met zijn tweede slag de green bereiken. Een birdiekans op de eerste hole.
Hole 2, een par 4 van 400 meter, met een lange green van 33 meter.
Hole 3, een par 3 van 175 meter. Een verhoogde tee naast hotel Rhodania. De hole wordt doorkruist door een straat die o.a. naar de drivingrange gaat. Hoewel de hole gemakkelijk lijkt, missen ook veel pro's de green, die lang en smal is.

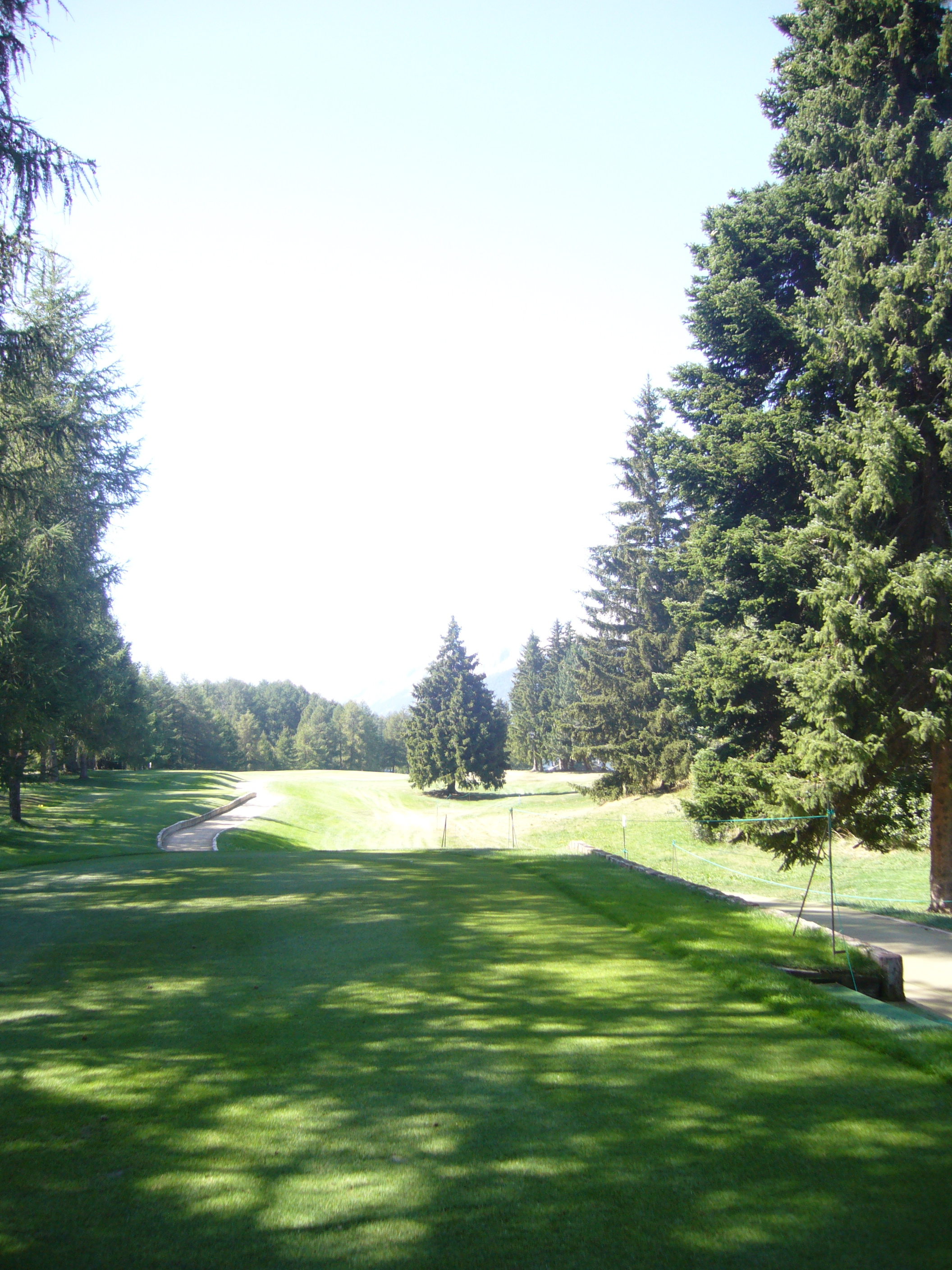
Hole 4 vanaf de tee

Hole 4, de langste par 4 van de baan met 460 meter, maar de hole loopt in een lichte dogleg naar beneden van links naar rechts. Na een goede afslag over de bomen rechts van de solitaire boom is het voor de pro's toch maar een ijzer 5 naar de green, die door 5 bunkers bewaakt wordt. Rechts van de hole is 'out of bounds' .
Hole 5, een korte par 4 van 310 meter, maar bergopwaarts, en met een dogleg naar rechts. Pro's zullen niet met een driver afslaan, tenzij ze over de bomen naar de green willen spelen. Dat is het risico niet waard, want na een rustige afslag is het een wedge naar de green.
Hole 6, een smalle, nog kortere par 4 van 296 meter. Hier wordt met een ijzer afgeslagen om het iets bredere stukje fairway te vinden, en een goede wedge naar de green te kunnen slaan. Er zijn spelers die voor de green gaan, maar meestal alleen tijdens de oefenronde.

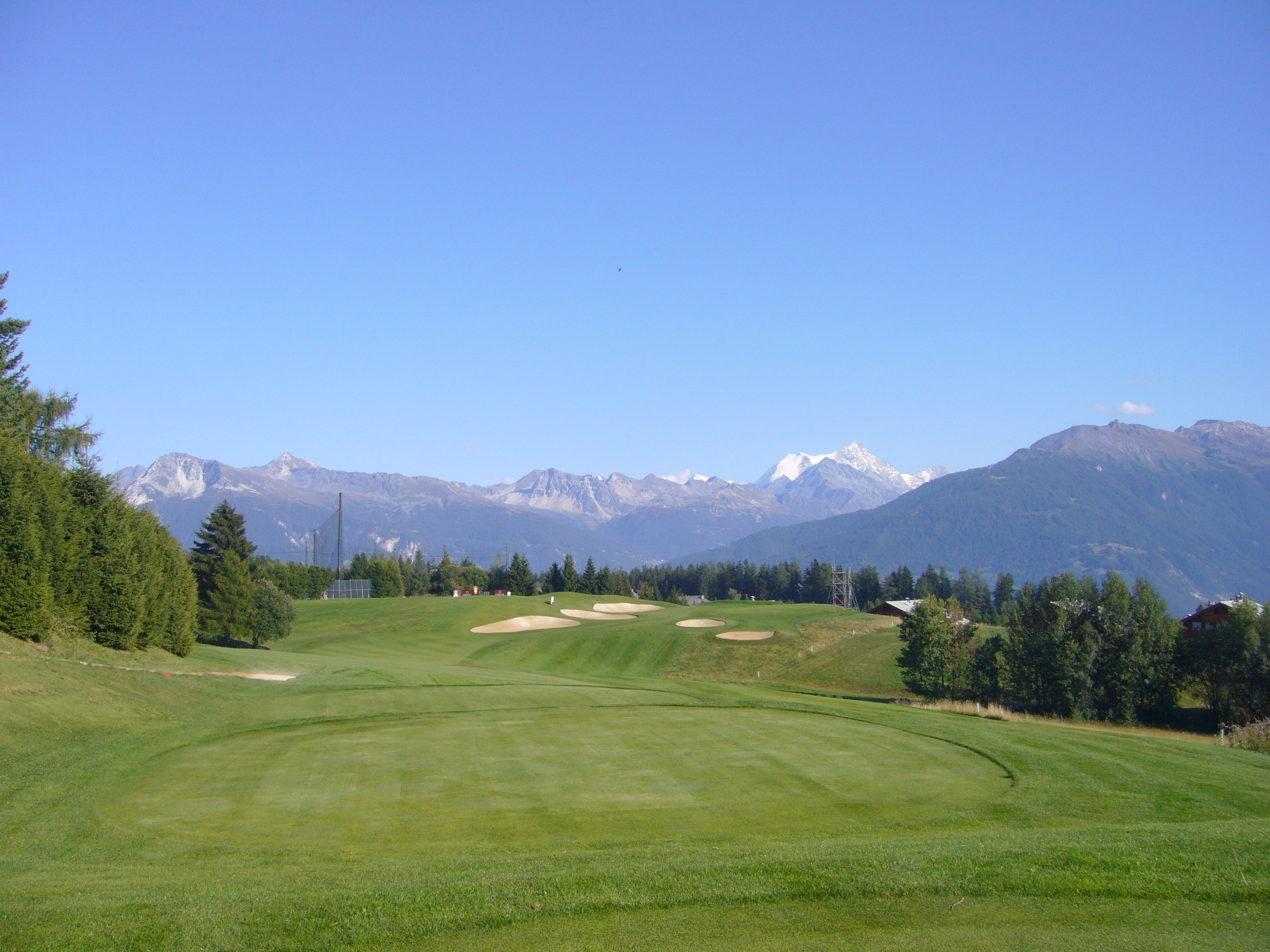
Hole 7 vanaf de tee

Hole 7, een par 4 van 303 meter, met een dogleg van links naar rechts. De green is even hoog als de tee, maar daartussen ligt een dal. Professionals gaan vaak voor de green, waarvoor twee bunkers liggen die je opvangen als je een klein beetje te kort bent. Als je meer tekort bent, lig je in de rough, en wordt het moeilijk de bal met de volgende slag dicht bij de hole te krijgen. Rechts is out of bounds.
Hole 8, een par 3 van 160 meter. De green ligt iets lager dan de tee, dus het is maar een ijzer 6 of 7 voor de meeste pro's. Achter de green ligt het appartement van Sophia Loren.
Holes 9, een par 5 van 575 meter. Hier ligt de moeilijkheid niet in de lengte, maar in de tweede slag en in de rough om de green. Midden op de fairway staat een grote boom. Soms wordt de tweede slag hierdoor belemmerd. De green is zo beroemd dat hij in Parijs is nagebouwd. Er zijn drie verdiepingen. Hij is zo snel, dat een speler die op een te hoge verdieping is beland, moeite zal hebben met zijn eerste put niet van de green af te rollen. In 2007 maakte Tadd Fujikawa hier tijdens het Open een albatros, door met een houten 3 een afstand van 285 yards te slaan en de bal in de hole te doen verdwijnen.
Hole 10, een par 4 van 370 meter. Een lange afslag is niet nodig, een secure tweede slag wel.
Hole 11, een par 3 van 187 meter. Met een hole-in-one kan hier tijdens het Open een Audi gewonnen worden. Tijdens de Pro-Ams was hier de neary voor de pro's.
Hole 12, een par 4 van 375 meter, met een dogleg van links naar rechts. In de buitenbocht van de dogleg liggen twee bunkers, hooguit een afslag van 250 meter.

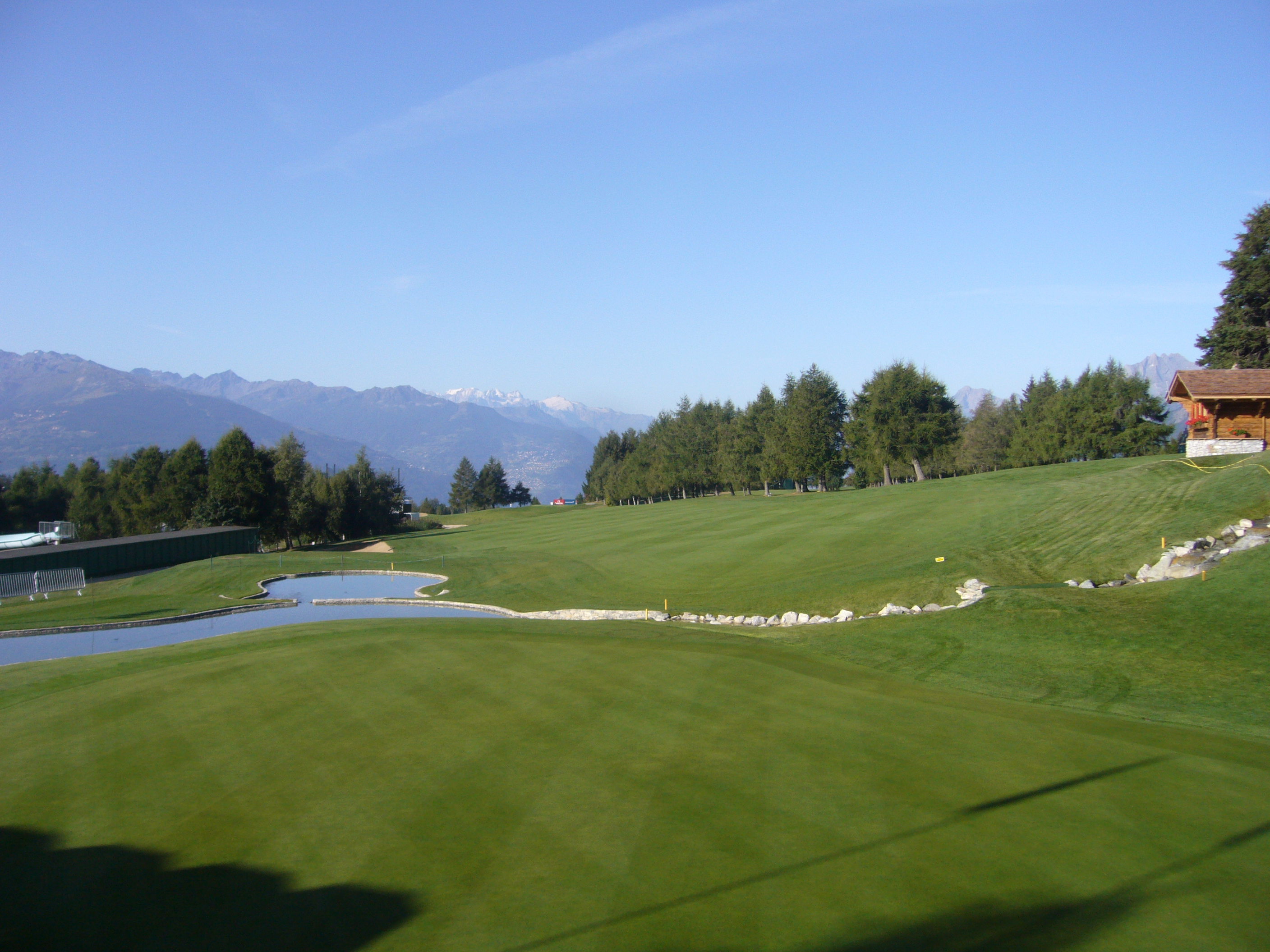
Gezien vanaf de tribune achter de green van hole 18: extra vijver en nieuwe beek voor de green

Hole 13, een par 3 van 182 meter. Iets korter dan de 11de hole, maar hier ligt de green hoger dan de tee.
Hole 14, een par 5 van 544 meter. De hole loopt naar beneden, dus hij speelt wat korter. De green is na een goede afslag vaak bereikbaar, maar sinds Ballesteros wijzigingen aan de baan heeft aangebracht, ligt er rechts naast de green een meertje. Achter de green is 'out of bounds'. Tijdens het Open in 1971 maakt Billy Casper, winnaar o.a. van de Masters in 1970, hier een albatros.
Hole 15, een korte par 5 van 472 meter, die langs de vorige hole bergopwaarts gaat. De green is diep en smal.
Hole 16, de langste par 3 van de baan met 215 meter. Voor amateurs is dit een par 4.
Hole 17, een par 4 van 353 meter. Geen drivershole, een afslag van 230 meter is genoeg, er blijft maar een kort ijzer over naar de green.
Hole 18, een par 4 van 368 meter. De fairway loopt af naar rechts, waar twee bunkers liggen. Rechts voor en naast de green ligt een dubbele waterhindernis, gevoed door een nieuw aangelegde beek, het is dus veel gemakkelijker vanuit de linker kant van de fairway naar de green te spelen.

Vanaf 1972:
1972 · 
1973 · 
1974 · 
1975 · 
1976 · 
1977 · 
1978 · 
1979 · 
1980 · 
1981 · 
1982 ·   
1983 · 
1984 ·
1985 ·
1986 ·
1987 ·
1988 ·
1989 ·
1990 ·
1991 ·
1992 ·
1993 ·
1994 ·
1995 ·
1996 · 
1997 ·
1998 ·
1999 · 
2000 · 
2001 · 
2002 · 
2003 · 
2004 · 
2005 · 
2006 · 
2007 · 
2008 · 
2009 · 
2010 · 
2011 · 
2012 · 
2013 · 
2014
1972 ·
1973 ·
1974 ·
1975 ·
1976 ·
1977 ·
1978 ·
1979 ·
1980 ·
1981 ·
1982 ·
1983 ·
1984 ·
1985 ·
1986 ·
1987 ·
1988 ·
1989 ·
1990 ·
1991 ·
1992 ·
1993 ·
1994 ·
1995 ·
1996 ·
1997 ·
1998 ·
1999 ·
2000 ·
2001 ·
2002 ·
2003 ·
2004 ·
2005 ·
2006 ·
2007 ·
2008 ·
2009 ·
2010 ·
2011 ·
2012 ·
2013 ·
2014 ·
2015 ·
2016